# Seznam zápasů fotbalové reprezentace Spojených států amerických na MS
Fotbalová reprezentace Spojených států amerických byla celkem 11x na mistrovstvích světa ve fotbale a to v letech 1930, 1934, 1950, 1990, 1994, 1998, 2002, 2006, 2010, 2014, 2022.
- Aktualizace po MS 2022 - Počet utkání - 37 - Vítězství - 9x - Remízy - 8x - Prohry - 20x

| Číslo | Soupeř         | Výsledek   | MS      | Fáze turnaje       | Góly USA                                               |
| ----- | -------------- | ---------- | ------- | ------------------ | ------------------------------------------------------ |
| 1.    | Belgie         | 3 – 0      | MS 1930 | základní skupina 4 | Bart McGhee (2), Bert Patenaude                        |
| 2.    | Paraguay       | 3 – 0      | MS 1930 | základní skupina 4 | Bert Patenaude (3)                                     |
| 3.    | Argentina      | 1 – 6      | MS 1930 | semifinále         | Jim Brown                                              |
| 4.    | Itálie         | 1 – 7      | MS 1934 | první kolo         | Aldo Donelli                                           |
| 5.    | Španělsko      | 1 – 3      | MS 1950 | základní skupina 2 | Gino Pariani                                           |
| 6.    | Anglie         | 1 – 0      | MS 1950 | základní skupina 2 | Joe Gaetjens                                           |
| 7.    | Chile          | 2 – 5      | MS 1950 | základní skupina 2 | Frank Wallace, Joe Maca                                |
| 8.    | Československo | 1 – 5      | MS 1990 | základní skupina A | Paul Caligiuri                                         |
| 9.    | Itálie         | 0 – 1      | MS 1990 | základní skupina A | Ne                                                     |
| 10.   | Rakousko       | 1 – 2      | MS 1990 | základní skupina A | Bruce Murray                                           |
| 11.   | Švýcarsko      | 1 – 1      | MS 1994 | základní skupina A | Eric Wynalda                                           |
| 12.   | Kolumbie       | 2 – 1      | MS 1994 | základní skupina A | Andrés Escobar (vlastní COL), Earnie Stewart           |
| 13.   | Rumunsko       | 0 – 1      | MS 1994 | základní skupina A | Ne                                                     |
| 14.   | Brazílie       | 0 – 1      | MS 1994 | osmifinále         | Ne                                                     |
| 15.   | Německo        | 0 – 2      | MS 1998 | základní skupina F | Ne                                                     |
| 16.   | Írán           | 1 – 2      | MS 1998 | základní skupina F | Brian McBride                                          |
| 17.   | Jugoslávie     | 0 – 1      | MS 1998 | základní skupina F | Ne                                                     |
| 18.   | Portugalsko    | 3 – 2      | MS 2002 | základní skupina D | John O'Brien, Jorge Costa (vlastní POR), Brian McBride |
| 19.   | Jižní Korea    | 1 – 1      | MS 2002 | základní skupina D | Clint Mathis                                           |
| 20.   | Polsko         | 1 – 3      | MS 2002 | základní skupina D | Landon Donovan                                         |
| 21.   | Mexiko         | 2 – 0      | MS 2002 | osmifinále         | Brian McBride, Landon Donovan                          |
| 22.   | Německo        | 0 – 1      | MS 2002 | čtvrtfinále        | Ne                                                     |
| 23.   | Česko          | 0 – 3      | MS 2006 | základní skupina E | Ne                                                     |
| 24.   | Itálie         | 1 – 1      | MS 2006 | základní skupina E | Cristian Zaccardo (vlastní ITA)                        |
| 25.   | Ghana          | 1 – 2      | MS 2006 | základní skupina E | Clint Dempsey                                          |
| 26.   | Anglie         | 1 – 1      | MS 2010 | základní skupina C | Clint Dempsey                                          |
| 27.   | Slovinsko      | 2 – 2      | MS 2010 | základní skupina C | Landon Donovan, Michael Bradley                        |
| 28.   | Alžírsko       | 1 – 0      | MS 2010 | základní skupina C | Landon Donovan                                         |
| 29.   | Ghana          | 1 – 2 (PP) | MS 2010 | Osmifinále         | Landon Donovan                                         |
| 30.   | Ghana          | 2 – 1      | MS 2014 | základní skupina G | Clint Dempsey, John Anthony Brooks                     |
| 31.   | Portugalsko    | 2 – 2      | MS 2014 | základní skupina G | Jermaine Jones, Clint Dempsey                          |
| 32.   | Německo        | 0 – 1      | MS 2014 | základní skupina G | Ne                                                     |
| 33.   | Belgie         | 1 – 2 (PP) | MS 2014 | osmifinále         | Julian Green                                           |
| 34.   | Wales          | 1 – 1      | MS 2022 | základní skupina B | Timothy Weah                                           |
| 35.   | Anglie         | 0 – 0      | MS 2022 | základní skupina B |                                                        |
| 36.   | Írán           | 1 – 0      | MS 2022 | základní skupina B | Christian Pulišić                                      |
| 37.   | Nizozemsko     | 1 – 3      | MS 2022 | osmifinále         | Haji Wright                                            |